# Мальцы (Наровлянский район)
Мальцы (бел. Мальцы́) — деревня в Наровлянском районе Гомельской области Беларуси. В составе Головчицкого сельсовета.
На юге и востоке граничит с лесом.

## География

### Расположение
В 57 км на юго-запад от Наровли, 33 км от железнодорожной станции Ельск (на линии Калинковичи — Овруч), 235 км от Гомеля, в 1 км от границы с Украиной.

### Гидрография
На реке Грязиво (приток реки Словечна). В 0,7 км от деревни расположено водохранилище Свеча (канал от рек Грязиво, Словечна).

## Транспортная сеть
Транспортные связи по просёлочной, а затем автодороге Москалёвка — Демидов. Планировка состоит из 3 коротких меридиональной ориентации улиц, соединённых на юге короткой широтной улицей. Застройка двусторонняя, плотная, деревянная, усадебного типа.

## История
По письменным источникам известна с начала XIX века, когда здесь работала рудоплавильня, в Наровлянской волости Речицкого уезда Минской губернии. В 1929 году организован колхоз. 
Во время Великой Отечественной войны в урочище Лысая Гора, находящемся неподалёку от деревни, дислоцировались партизанские отряды. В августе 1943 года немецкие оккупанты полностью сожгли деревню и убили 62 жителей (похоронены в могиле жертв фашизма). 34 жителя погибли на фронте. Согласно переписи 1959 года в составе колхоза имени М. В. Фрунзе (центр — деревня Грушевка).
До 26 марта 1987 года деревня входила в состав Красновского сельсовета.

## Население

### Численность
- 2004 год — 13 хозяйств, 32 жителя.

### Динамика
- 1908 год — 46 дворов, 276 жителей.
- 1940 год — 98 дворов, 345 жителей.
- 1959 год — 226 жителей (согласно переписи).
- 2004 год — 13 хозяйств, 32 жителя.

## Достопримечательность
- Место памяти. На табличке надпись:

На этом месте в годы Великой Отечественной войны в августе 1943 года немецко-фашистскими карателями были зверски замучены, расстреляны и сожжены 29 мирных жителей деревни Мальцы.